# Jurij Karandin
Jurij Pavlovitj Karandin (ryska: Карандин, Юрий Павлович), född 22 mars 1937 i Novosibirsk i Sovjetunionen, är en rysk pensionerad ishockeydomare och en aktiv ishockeyadministratör sedan 2018.
Karandin dömde i 26 säsonger i Sovjetunionens högsta liga och valdes ut av Internationella ishockeyförbundet (IIHF) att döma matcher vid två olympiska vinterspel och sex ishockey-VM. Han blev den första sovjetiska domaren som valdes att döma internationella matcher som involverade spelare från National Hockey League. Han dömde senare vid två Canada Cup och blev sedermera president för Sibirien–Fjärran Östern-grenen av Rysslands ishockeyförbund. 2004 valdes han in i både IIHF Hall of Fame och Russian Hockey Hall of Fame.

## Uppväxt
Karandin föddes i Novosibirsk. Innan han blev domare spelade han för HC Dynamo Novosibirsk.

## Domarkarriär
Karandin dömde 876 matcher inom Sovjetunionens ishockeymästerskap.  Han dömde matcher i Sovjetunionen under 26 säsonger från 1961 till 1987, utnämndes till topp tio-listan över Sovjetunionens bästa domare 23 gånger och dömde internationella matcher från 1966 till 1987.  Han tjänstgjorde vid de olympiska vinterspelen 1972, de olympiska vinterspelen 1984 och sex världsmästerskap i ishockey 1970, 1973, 1983, 1985, 1986 och 1987. Totalt dömde han 268 internationella matcher, som också inkluderade två IIHF World U20 Championships och ett IIHF World U18 Championship. Karandin var den första sovjetiska domaren att döma matcher som involverade spelare från National Hockey League, när han dömde matcher i Super Series '76. Totalt dömde han senare fyra olika Super Series och två Canada Cup. 
Karandin skrev memoarboken Hockey Parallels som släpptes 2010, där han berättade om sina erfarenheter inom ishockey, bl a flera matcher som han ansåg vara extra minnesvärda. Han var t ex domare i den sovjetiska ishockeymästerskapsmatchen 1969 mellan HC CSKA Moscow och HC Spartak Moscow, där han underkände ett mål av CSKA i slutet av den andra perioden eftersom den officiella tidtagarens ur visade full tid, trots att resultattavlan hade en sekund kvar. CSKA-tränaren Anatoly Tarasov fördröjde återupptagandet av matchen i 40 minuter i protest, men fick trots detta se sitt lag besegrat med 3–1.
I Super Series '76 uppgav Karandin att han "brådskande kallades till Moskva för att ansöka om ett kanadensiskt inresevisum", och att sovjetiska administratörer snabbt entledigade honom från inhemska uppgifter för att resa utomlands. Han uttryckte tacksamhet till kanadensare för den möjligheten som förändrade hans öde. Han dömde även den 28 december 1975, CSKA:s seger över New York Rangers och fick beröm från Phil Esposito. Han var linjeman i nyårsaftonsmatchen mellan CSKA och Montreal Canadiens, samt 1976 Philadelphia Flyers-Red Army-matchen. Under serien tjänade Karandin 10 000 dollar, men fick problem med att överföra pengarna tillbaka till Sovjetunionen. 

## Administrationskarriär
Karandin valdes till president för Sibirien – Fjärran Östern avdelningen inom Rysslands ishockeyförbund 1991. Han är fortfarande aktiv i rollen från och med 2018,  och är även medlem i det nationella förbundets verkställande kommitté. Han siktar på att förbättra de lägre serierna i regionen och att få ungdomsishockeyn att växa genom att förbättra finansieringen för skolor och tränarstöd. 
Karandin fick ett Golden Diploma från IIHF 1987, som ett erkännande för sin tjänst. 2004 valdes han in i både Ryska Hockey Hall of Fame och IIHF Hall of Fame. Han hedrades av IIHF under 2004 års världsmästerskap i ishockey för män. Han dömde också en uppvisningsmatch under evenemanget 2004, med före detta stjärnspelare från Ryssland, Kanada, Finland, Sverige, Slovakien och Tjeckien. 2014 deltog han i invigningen av Rysslands Hall of Fame i ishockey i Moskva. I juli 2018 utsågs Karandin till hedersvicepresident för Rysslands ishockeyförbund.